# Ария Фадила
Вижте пояснителната страница за други личности с името Ария.
Ария Фадила (на латински: Arria Fadilla) е майка на император Антонин Пий.
Произлиза от фамилията Арии от Нарбонска Галия. Дъщеря е на поета Гней Арий Антонин (суфектконсул 69 и 97 г.) и Бойония Процила. Сестра е на Ария Антонина (* 70 г.), която се омъжва за сенатора Луций Юний Цезений Пет (* 65 г.) и става майка на Луций Цезений Антонин (суфектконсул 128 г.).
Ария Фадила се омъжва за Тит Аврелий Фулв (консул 89 г.). Той е от фамилията Аврелии от Немаузус (Ним) в южна Галия (Нарбонска Галия) и е син на Тит Аврелий Фулв (консул 85 г.). Двамата имат на 19 септември 86 г. син с името Тит Аврелий Фулв Бойоний Арий Антонин – бъдещият император Антонин Пий – роден в Ланувиум (днес Ланувио, Италия). Съпругът ѝ умира през 89 г. и синът им израства при дядовците си.
Ария Фадила се омъжва отново за Публий Юлий Луп (суфектконсул 98 г.). Двамата имат две дъщери Юлия Фадила и Ария Лупула.